# Iota Ursae Majoris
Iota Ursae Majoris (Talitha Borealis, Talita Borealis, Dnoces, Alphikra Borealis, 9 Ursae Majoris) é uma estrela múltipla na direção da constelação de Ursa Major. Possui uma ascensão reta de 08h 59m 12.84s e uma declinação de +48° 02′ 32.5″. Sua magnitude aparente é igual a 3.12. Considerando sua distância de 48 anos-luz em relação à Terra, sua magnitude absoluta é igual a 2.29. Pertence à classe espectral A7IV.